# Vasilij Smirnov
Vasilij Pavlovič Smirnov (in russo Василий Павлович Смирнов?; Serpuchov, 31 dicembre 1908 – Serpuchov, 12 giugno 1987) è stato un calciatore sovietico.

## Palmarès

### Club

#### Competizioni nazionali
- Vysšaja Liga: 2

Spartak Mosca: 1936 (primavera), 1937
- Kubok SSSR: 1

Spartak Mosca: 1937

#### Individuale
- Capocannoniere della Vysšaja Liga: 1

1937 (8 gol)